# Liste der neo-hethitischen Könige

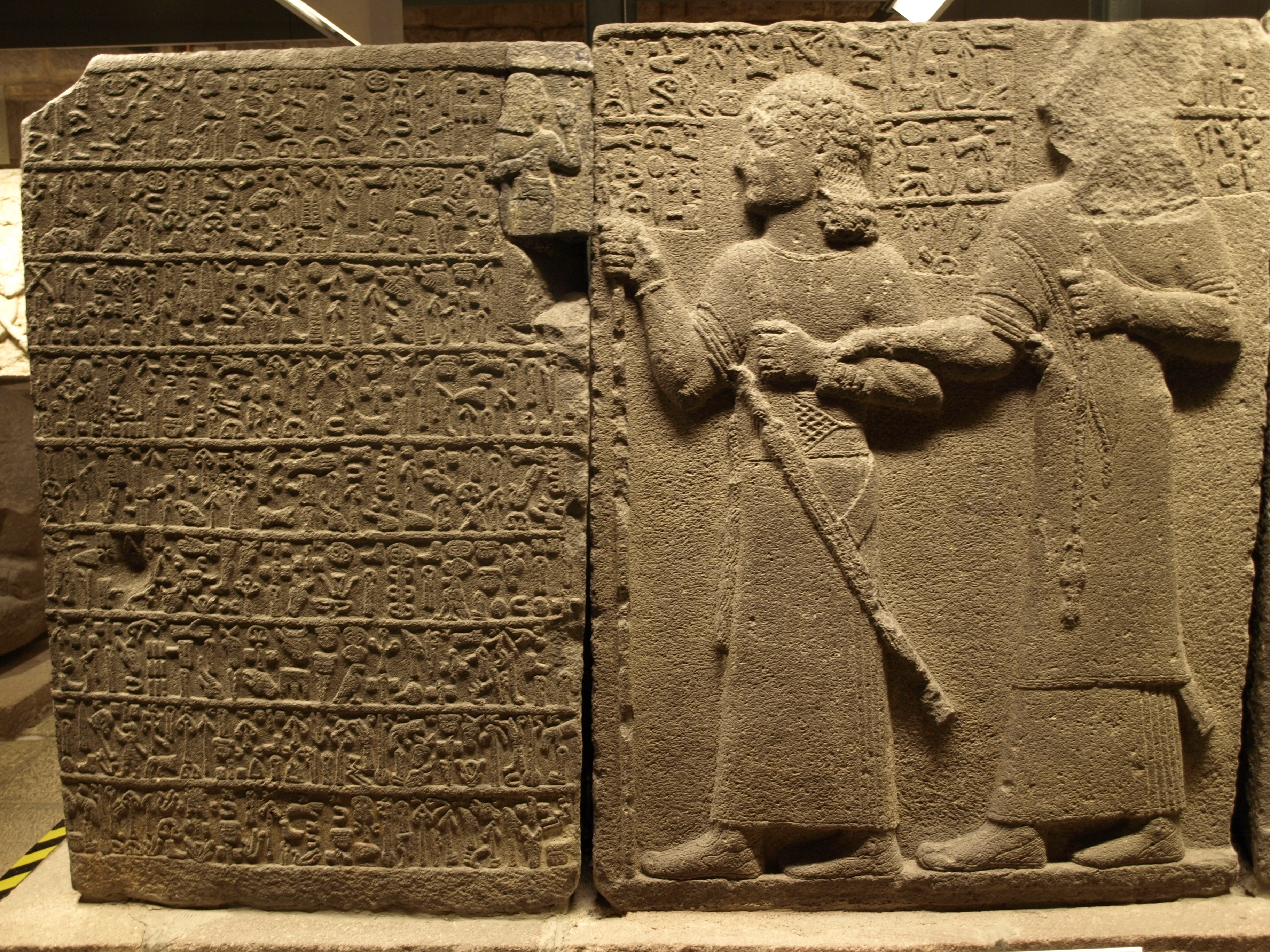
Yariri (r.) und Kamani (l.), aufeinanderfolgende Herrscher des neo-hethitischen Staates Karkamis auf einem hieroglyphen-luwischen Relief

Die neo-hethitischen Staaten wurden nach geographischer Lage sortiert.
Alle Jahresangaben sind vor Beginn der Zeitrechnung, daher fällt das „v.Chr.“ weg.
Die angegebenen zeitgenössischen Quellen benennen die Sprache ihrer Niederschrift. Diese kann sein:
- luwisch (immer in luwischer Hieroglyphenschrift)
- hethitisch
- aramäisch
- phönizisch
- assyrisch
- babylonisch
- hebräisch (aus dem Alten Testament)
- urartäisch

Auch nach-neo-hethitische Herrscher und die hethitischen Vizekönige von Karkemiš werden der Vollständigkeit wegen aufgeführt. Nach-neo-hethitische Herrscher sind als solche gekennzeichnet.

## Euphrat-Region

### Karkemiš (luwisch Karkamis)
Der Vollständigkeit der dynastischen Abfolge wegen sind auch die Vizekönige der hethitischen Großreichszeit mit angegeben.
| Vizekönig-Dynastie    | Vizekönig-Dynastie                                                     | Vizekönig-Dynastie                                                            | Vizekönig-Dynastie |
| Name                  | Regierungszeit                                                         | Anmerkungen                                                                   | Quellen            |
| --------------------- | ---------------------------------------------------------------------- | ----------------------------------------------------------------------------- | ------------------ |
| Piyaššili Šarri-Kušuḫ | ca. 1321 bis 1309                                                      | erster Vizekönig von Karkamiš, Sohn von Šuppiluliuma I.                       | hethitisch         |
| Šaḫurunuwa            | ab 1309                                                                | Sohn von Piyaššili                                                            | hethitisch         |
| Ini-Teššub I.         | zur Zeit von Ḫattušili III. und Tudḫaliya IV., wohl 60 Jahre           | Sohn von Šaḫurunuwa                                                           | hethitisch         |
| Talmi-Teššub          | zur Zeit von Šuppiluliuma II.                                          | Sohn von Ini-Teššub I.                                                        | hethitisch         |
| Kuzi-Teššub-Dynastie  |                                                                        |                                                                               |                    |
| Name                  | Regierungszeit                                                         | Anmerkungen                                                                   | Quellen            |
| Kuzi-Teššub           | ca. 1200 / frühes bis mittleres 12. Jahrhundert / 1180 bis 1150        | Sohn von Talmi-Teššub, nannte sich Großkönig                                  | luwisch            |
| Mazakarhuha           | frühes bis mittleres 12. Jahrhundert                                   | Einordnung unsicher                                                           | luwisch            |
| Ir-Teššub             | mittleres/späteres 12. Jahrhundert                                     | Regierung unklar                                                              | luwisch            |
| Ini-Teššub II.        | ca. 1100 / spätes 12. bis frühes 11. Jahrhundert                       | Regierung unklar                                                              | assyrisch          |
| Tudhaliya             | evtl. 11. oder 10. Jahrhundert                                         | Regierung unklar, folgte evtl. auch auf Uratarhunza, evtl. auch vor Ir-Teššub | luwisch            |
| Sapazidi              | evtl. späteres 11. oder 10. Jahrhundert / evtl. frühes 10. Jahrhundert |                                                                               | luwisch            |
| Uratarhunza           | evtl. späteres 11. oder 10. Jahrhundert                                | Sohn von Sapazidi                                                             | luwisch            |
| Suhi-Dynastie         |                                                                        |                                                                               |                    |
| Name                  | Regierungszeit                                                         | Anmerkungen                                                                   | Quellen            |
| Suhi I.               | evtl. frühes 10. Jahrhundert                                           |                                                                               | luwisch            |
| Astuwalamanza         | evtl. mittleres 10. Jahrhundert                                        | Sohn von Suhi I.                                                              | luwisch            |
| Suhi II.              | evtl. spätes 10. Jahrhundert                                           | Sohn von Astuwalamanza                                                        | luwisch            |
| Katuwa                | evtl. 10. oder frühes 9. Jahrhundert / ca. 880?                        | Sohn von Suhi II.                                                             | luwisch            |
| Suhi III.             |                                                                        | ev. Sohn von Katuwa                                                           | Luwisch            |
| Sangara-Dynastie      |                                                                        |                                                                               |                    |
| Name                  | Regierungszeit                                                         | Anmerkungen                                                                   | Quellen            |
| Sangara               | ca. 870 bis 848                                                        |                                                                               | assyrisch, luwisch |
| Isarwilamuwa          |                                                                        | Sohn von Sangara                                                              | luwisch            |
| Kuwalanamuwa          |                                                                        | Sohn von Isarwilamuwa                                                         | luwisch            |
| Astiruwa              | Ende 9. bis Anfang 8. Jahrhundert / ca. 848 bis 790                    | Sohn von Kuwalanamuwa                                                         | luwisch            |
| Yariri                | frühes bis mittleres 8. Jahrhundert / ca. 790                          | „Untertan des Astiruwa“, Regent                                               | luwisch            |
| Kamani                | frühes bis mittleres 8. Jahrhundert / ca. 760/ ca. 738                 | Sohn von Astiruwa                                                             | luwisch            |
| Sastura               | Mitte 8. Jahrhundert                                                   | Regierung unklar, Wesir von Kamani                                            | luwisch            |
| Sohn von Sastura      | 2. Hälfte 8. Jahrhundert                                               | evtl. identisch mit Pisiri, möglicherweise auch als Astiru II. bekannt        | luwisch            |
| Pisiri                | ca. 738 bis 717                                                        |                                                                               | assyrisch          |

### Melid (luwisch Malida; griechisch Melitene)
| Kuzi-Teššub-Dynastie         | Kuzi-Teššub-Dynastie                                            | Kuzi-Teššub-Dynastie                                         | Kuzi-Teššub-Dynastie   |
| Name                         | Regierungszeit                                                  | Anmerkungen                                                  | Quellen                |
| ---------------------------- | --------------------------------------------------------------- | ------------------------------------------------------------ | ---------------------- |
| Kuzi-Teššub                  | ca. 1200 / frühes bis mittleres 12. Jahrhundert / 1180 bis 1150 | König von Karkemiš                                           | luwisch                |
| PUGNUS-mili I.               | späteres 12. Jahrhundert                                        | Sohn von Kuzi-Teššub                                         | luwisch                |
| Runtiya                      | späteres 12. Jahrhundert                                        | Sohn von PUGNUS-mili I.                                      | luwisch                |
| Arnuwanda I.                 | späteres 12. Jahrhundert                                        | Bruder von Runtiya                                           | luwisch                |
| PUGNUS-mili II.              | spätes 12. bis frühes 11. Jahrhundert                           | Sohn von Arnuwanda I., evtl. identisch mit Allumari          | luwisch                |
| Allumari                     | ca. 1100                                                        | evtl. identisch mit PUGNUS-mili II.                          | assyrisch              |
| Arnuwanda II.                | spätes 12. bis frühes 11. Jahrhundert                           | Sohn von PUGNUS-mili II.                                     | luwisch                |
| PUGNUS-mili III.             | evtl. 11. oder frühes 10. Jahrhundert                           | Regierung unklar                                             | luwisch                |
| CRUS+"ra"/"i"-Dynastie       |                                                                 |                                                              |                        |
| Name                         | Regierungszeit                                                  | Anmerkungen                                                  | Quellen                |
| CRUS+"ra"/"i"                | evtl. 11. bis 10. Jahrhundert                                   | Name evtl. Tara                                              | luwisch                |
| Wasu(?)runtiya               | evtl. 11. bis 10. Jahrhundert                                   | Sohn von CRUS+"ra"/"i"                                       | luwisch                |
| Halpasulupi                  | evtl. 11. bis 10. Jahrhundert                                   | Sohn von Wasu(?)runtiya                                      | luwisch                |
| spätere Herrscher            |                                                                 |                                                              |                        |
| Name                         | Regierungszeit                                                  | Anmerkungen                                                  | Quellen                |
| Zuwarimi                     | evtl. 11. oder 10. Jahrhundert                                  | Regierung unklar                                             | luwisch                |
| Mariti                       | evtl. 11. oder 10. Jahrhundert                                  | Sohn von Zuwarimi                                            | luwisch                |
| Sahwi                        |                                                                 | identisch mit Šaḫu? Dann später                              | luwisch                |
| Sa(?)tiruntiya               |                                                                 | identisch mit Ḫilaruada? Dann später                         | luwisch                |
| Lalli                        | min. 853 bis 835                                                |                                                              | assyrisch              |
| Gegner des Zakkur von Hamath | frühes 8. Jahrhundert                                           | identisch mit Šaḫu/Sahwi?                                    | aramäisch              |
| Šaḫu                         | frühes 8. Jahrhundert                                           | identisch mit Sahwi?                                         | urartäisch             |
| unbekannter König            | frühes 8. Jahrhundert                                           | Urartu tributpflichtig, identisch mit Šaḫu?                  | urartäisch             |
| Ḫilaruada                    | ca. 784/780 bis 760/750                                         | identisch mit Sa(?)tiruntiya?                                | urartäisch             |
| Sulumal                      | 743 bis 732                                                     |                                                              | assyrisch              |
| Gunzinanu                    | ca. 720/719                                                     | von Assyrern abgesetzt, Synonym Gunzianu                     | assyrisch              |
| Tarḫunazi                    | ca. 719 bis 712                                                 | von Assyrern eingesetzt anstelle von Gunzinanu               | assyrisch              |
| Muwatalli                    | 713 bis 708                                                     | assyrisch Mutallu, König von Kummuḫ, von Assyrern eingesetzt | assyrisch              |
| assyrische Herrschaft        | ab 708                                                          |                                                              | assyrisch              |
| Mugallu                      | 675 bis 651                                                     | unabhängiger König                                           | babylonisch, assyrisch |
| x-ussi                       | ca. 640                                                         | Sohn von Mugallu                                             | assyrisch              |

### Kummuḫ (luwisch Kummaha; griechisch Kommagene)
| Name          | Regierungszeit       | Anmerkungen                                | Quellen               |
| ------------- | -------------------- | ------------------------------------------ | --------------------- |
| Hattusili I.  | ca. 866 bis ca. 857  | assyrisch Qatazilu                         | assyrisch             |
| Kundašpu      | ca. 856/853          |                                            | assyrisch             |
| Suppiluliuma  | 805 bis 773          | assyrisch Ušpilulume, assyrischer Untertan | luwisch, assyrisch    |
| Hattusili II. | Mitte 8. Jahrhundert | Sohn von Suppiluliuma                      | luwisch               |
| Kuštašpi      | ca. 750 bis 730      | urartäischer und assyrischer Untertan      | urartäisch, assyrisch |
| Muwatalli     | 712 bis 708          | assyrisch Mutallu, von Assyrern eingesetzt | assyrisch             |

### Masuwara (assyrisch Til Barsip)
| Die zwei Dynastien    | Die zwei Dynastien                   | Die zwei Dynastien             | Die zwei Dynastien |
| Name                  | Regierungszeit                       | Anmerkungen                    | Quellen            |
| --------------------- | ------------------------------------ | ------------------------------ | ------------------ |
| Hapantila             | spätes 10. bis frühes 9. Jahrhundert | Dynastie A                     | luwisch            |
| Ariyahina             | spätes 10. bis frühes 9. Jahrhundert | Enkel von Hapatila, Dynastie A | luwisch            |
| Vater von Hamiyata    | spätes 10. bis frühes 9. Jahrhundert | Usurpator, Dynastie B          | luwisch            |
| Hamiyata              | spätes 10. bis frühes 9. Jahrhundert | Dynastie B                     | luwisch            |
| Sohn von Hamiyata     | frühes bis mittleres 9. Jahrhundert  | Dynastie B                     | luwisch            |
| Sohn von Ariyahina    | Mitte 9. Jahrhundert                 | Dynastie A                     | luwisch            |
| Bit-Adini (aramäisch) |                                      |                                |                    |
| Name                  | Regierungszeit                       | Anmerkungen                    | Quellen            |
| Aḫuni                 | 856/875 bis 855                      |                                | assyrisch          |

## Antitaurus-Region, Westsyrische Region

### Gurgum (luwisch Kurkuma)
| Name              | Regierungszeit           | Anmerkungen                                  | Quellen            |
| ----------------- | ------------------------ | -------------------------------------------- | ------------------ |
| Astuwaramanza     | spätes 11. Jahrhundert   |                                              | luwisch            |
| Muwatalli I.      | frühes 10. Jahrhundert   | Sohn von Astuwaramanza                       | luwisch            |
| Larama I.         | ca. 950                  | Sohn von Muwatalli I.                        | luwisch            |
| Muwizi            | späteres 10. Jahrhundert | Sohn von Larama I.                           | luwisch            |
| Halparuntiya I.   | früheres 9. Jahrhundert  | Sohn von Muwizi                              | luwisch            |
| Muwatalli II.     | 858                      | Sohn von Halparuntiya I., assyrisch Mutallu  | luwisch, assyrisch |
| Halparuntiya II.  | ca. 853/855 bis 830      | Sohn von Muwatalli II., assyrisch Qalparunda | luwisch, assyrisch |
| Larama II.        | späteres 9. Jahrhundert  | Sohn von Halparuntiya II., assyrisch Palalam | luwisch, assyrisch |
| Halparuntiya III. | 805 bis ca. 800/780      | Sohn von Larama II., assyrisch Qalparunda    | luwisch, assyrisch |
| Tarḫulara         | 743 bis ca. 711          |                                              | assyrisch          |
| Muwatalli III.    | ca. 711                  | Sohn von Tarḫulara, assyrisch Mutallu        | assyrisch          |

### Unqi-Pattinu (luwisch Walastina)
| Walastina        | Walastina            | Walastina            | Walastina          |
| Name             | Regierungszeit       | Anmerkungen          | Quellen            |
| ---------------- | -------------------- | -------------------- | ------------------ |
| Taita I.         | 11. Jahrhundert      |                      | luwisch            |
| Taita II.        | 10. Jahrhundert      |                      | luwisch            |
| Manana           | 10. Jahrhundert      |                      | luwisch            |
| Suppiluliuma I.  | 10. Jahrhundert      |                      | luwisch            |
| Halparuntiya I.  | 10. Jahrhundert      | Regierung unklar     | luwisch            |
| Labarna I.       | ca. 875/870 bis 858? | assyrisch Lubarna    | assyrisch          |
| Suppiluliuma II. | 858/857              | assyrisch Sapalulme  | assyrisch          |
| Halparuntiya II. | 858/857 bis 853      | assyrisch Qalparunda | luwisch, assyrisch |
| Labarna II.      | 831/829              | assyrisch Lubarna    | assyrisch          |
| Surri            | 831                  | Usurpator            | assyrisch          |
| Sasi             | 831                  | assyrischer Untertan | assyrisch          |
| Tutammu          | 738                  |                      | assyrisch          |

### Hamath (luwisch Imatu)
| frühe Herrscher              | frühe Herrscher          | frühe Herrscher                           | frühe Herrscher                |
| Name                         | Regierungszeit           | Anmerkungen                               | Quellen                        |
| ---------------------------- | ------------------------ | ----------------------------------------- | ------------------------------ |
| To’i                         | frühes 10. Jahrhundert   | Synonym Tou                               | Altes Testament (2 Samuel 8:9) |
| Parita-Dynastie              |                          |                                           |                                |
| Name                         | Regierungszeit           | Anmerkungen                               | Quellen                        |
| Parita                       | 1. Hälfte 9. Jahrhundert |                                           | luwisch                        |
| Urahilina                    | 853 bis 845              | Sohn von Parita, assyrisch Irḫuleni       | luwisch, assyrisch             |
| Uratami                      | ca. 830/840 bis 820      | Sohn von Urhilina, assyrisch evtl. Rudamu | luwisch, assyrisch?            |
| spätere aramäische Herrscher |                          |                                           |                                |
| Name                         | Regierungszeit           | Anmerkungen                               | Quellen                        |
| Zakkur                       | ca. 800                  |                                           | aramäisch                      |
| Azri-Jau                     | 738                      | Regierung unklar                          | assyrisch                      |
| Eni-Ilu                      | 738                      |                                           | assyrisch                      |
| Jau-bidi                     | 720                      |                                           | assyrisch                      |

## Zentralanatolien
Zentralanatolien wurde in assyrischen Tabal genannt, das aus verschiedenen Fürstentümern bestand.

### Tabal/Bit-Burutaš (griechisch Kappadokien)
| Tabal       | Tabal                | Tabal                                               | Tabal              |
| Name        | Regierungszeit       | Anmerkungen                                         | Quellen            |
| ----------- | -------------------- | --------------------------------------------------- | ------------------ |
| Tuwatti I.  | 837                  | assyrisch Tuatti                                    | assyrisch          |
| Kikki       | 837                  | Sohn von Tuwatti I.                                 | assyrisch          |
| Hartapu     | 8. Jahrhundert       | Sohn von Mursili                                    | luwisch            |
| Tuwatti II. | Mitte 8. Jahrhundert |                                                     | luwisch            |
| Wasusarma   | ca. 740/38 bis 730   | Sohn von Tuwatti II., assyrisch Wassurme            | luwisch, assyrisch |
| Ḫulli       | 730 bis 726          | assyrischer Untertan                                | assyrisch          |
| Ambaris     | ca. 721 bis 713      | Sohn von Ḫulli, von Assyrern abgesetzt              | assyrisch          |
| Iškallu     | ca. 679              |                                                     | assyrisch          |
| Mugallu     | 663, 651             | identisch mit Mugallu, König von Malatya?           | assyrisch          |
| x-ussi      | ca. 640              | Sohn von Mugallu, identisch mit x-ussi von Malatya? | assyrisch          |

### Atuna (luwisch Tuna)
| Atuna   | Atuna                          | Atuna                                    | Atuna              |
| Name    | Regierungszeit                 | Anmerkungen                              | Quellen            |
| ------- | ------------------------------ | ---------------------------------------- | ------------------ |
| Ušḫitti | ca. 740 bis 732                |                                          | assyrisch          |
| Ashwisi | 3. Viertel des 8. Jahrhunderts | Regierung unklar, identisch mit Ušḫitti? | luwisch            |
| Kurti   | ca. 732/ 718 bis 713           | Sohn von Ashwisi                         | luwisch, assyrisch |

### Ištunda
| Ištunda | Ištunda        | Ištunda     | Ištunda   |
| Name    | Regierungszeit | Anmerkungen | Quellen   |
| ------- | -------------- | ----------- | --------- |
| Tuḫamme | 738 bis 732    |             | assyrisch |

### Šinuḫtu
| Šinuḫtu  | Šinuḫtu        | Šinuḫtu          | Šinuḫtu            |
| Name     | Regierungszeit | Anmerkungen      | Quellen            |
| -------- | -------------- | ---------------- | ------------------ |
| Kiyakiya | 718            | assyrisch Kiakki | luwisch, assyrisch |

### Tuwana (griechisch Tyana)
| Tuwana         | Tuwana                            | Tuwana                                                        | Tuwana                         |
| Name           | Regierungszeit                    | Anmerkungen                                                   | Quellen                        |
| -------------- | --------------------------------- | ------------------------------------------------------------- | ------------------------------ |
| Warballawa I.  | frühes 8. Jahrhundert             | Regierung unklar                                              | luwisch                        |
| Saruwani       | 1. Hälfte 8. Jahrhundert          |                                                               | luwisch                        |
| Muwaharani I.  | ca. 740                           |                                                               | luwisch                        |
| Warballawa II. | ca. 740 bis 705 / ca. 738 bis 710 | Sohn von Muwaharani I., assyrisch Urballa, phönizisch "wrblw" | luwisch, assyrisch, phönizisch |
| Muwaharani II. | Ende 8. Jahrhundert               | Sohn von Warballawa II.                                       | luwisch                        |

### Ḫubišna (griechisch Kybistra)
| Ḫupišna   | Ḫupišna        | Ḫupišna     | Ḫupišna   |
| Name      | Regierungszeit | Anmerkungen | Quellen   |
| --------- | -------------- | ----------- | --------- |
| Puḫamme   | 837            |             | assyrisch |
| U(i)rimme | ca. 740        |             | assyrisch |

### Naḫida (luwisch Nahida)
| Naḫida    | Naḫida         | Naḫida      | Naḫida  |
| Name      | Regierungszeit | Anmerkungen | Quellen |
| --------- | -------------- | ----------- | ------- |
| Saruwanni | 9. Jahrhundert |             | luwisch |

### Til-Garimmu
| Til-Garimmu | Til-Garimmu    | Til-Garimmu | Til-Garimmu |
| Name        | Regierungszeit | Anmerkungen | Quellen     |
| ----------- | -------------- | ----------- | ----------- |
| Gurdi       | 705            |             | assyrisch   |

### Kaška
| Kaška    | Kaška          | Kaška                                                             | Kaška     |
| Name     | Regierungszeit | Anmerkungen                                                       | Quellen   |
| -------- | -------------- | ----------------------------------------------------------------- | --------- |
| Dadi-Ilu | 738 bis 732    | Kaška möglicherweise identisch mit Kaška der hethitischen Quellen | assyrisch |

## Kilikien

### Que (luwisch Hiyawa; Ebenes Kilikien)
| Que        | Que              | Que                                                        | Que                                        |
| Name       | Regierungszeit   | Anmerkungen                                                | Quellen                                    |
| ---------- | ---------------- | ---------------------------------------------------------- | ------------------------------------------ |
| Kate       | 858 bis 831      | von Assyrern abgesetzt                                     | assyrisch                                  |
| Kirri      | 831              | Bruder von Kate, von Assyrern eingesetzt anstelle von Kate | assyrisch                                  |
| Awariku    | um 750           |                                                            | luwisch, phönizisch ’wrk                   |
| Azzatiwada | 2. Hälfte 8. Jh. | evtl. Regent, Regierung unklar                             | luwisch, phönizisch                        |
| Warika I.  | ca. 738 bis 709  |                                                            | luwisch, phönizisch wryk, assyrisch Urikki |
| Warika II. | Mitte 7. Jh.     |                                                            | phönizisch                                 |

### Ḫilakku (luwisch Hilika, Hirika)
| Ḫilakku    | Ḫilakku              | Ḫilakku                         | Ḫilakku   |
| Name       | Regierungszeit       | Anmerkungen                     | Quellen   |
| ---------- | -------------------- | ------------------------------- | --------- |
| Piḫirim    | Mitte 9. Jahrhundert |                                 | assyrisch |
| Ambaris    | ca. 718 bis 713      | König von Tabal                 | assyrisch |
| Sandašarme | um 665               | nach-neo-hethitischer Herrscher | assyrisch |

### Tanakun
| Tanakun | Tanakun        | Tanakun             | Tanakun   |
| Name    | Regierungszeit | Anmerkungen         | Quellen   |
| ------- | -------------- | ------------------- | --------- |
| Tulli   | 833            | „Prinz“ von Tanakun | assyrisch |

### Illubru
| Illubru | Illubru        | Illubru                                              | Illubru   |
| Name    | Regierungszeit | Anmerkungen                                          | Quellen   |
| ------- | -------------- | ---------------------------------------------------- | --------- |
| Kirua   | 696            | „Prinz“ von Illubru, nach-neo-hethitischer Herrscher | assyrisch |

### Kundu und Sissu
| Kundu und Sissu | Kundu und Sissu | Kundu und Sissu                                                                             | Kundu und Sissu |
| Name            | Regierungszeit  | Anmerkungen                                                                                 | Quellen         |
| --------------- | --------------- | ------------------------------------------------------------------------------------------- | --------------- |
| Sanduarri       | 678/676         | „Prinz“ von Kundu und Sissu, nach-neo-hethitischer Herrscher, kaum identisch mit Azzatiwada | assyrisch       |

### Pirindu(Raues Kilikien)
| Pirindu | Pirindu        | Pirindu                         | Pirindu     |
| Name    | Regierungszeit | Anmerkungen                     | Quellen     |
| ------- | -------------- | ------------------------------- | ----------- |
| Appuašu | 557            | nach-neo-hethitischer Herrscher | babylonisch |

## Aramäische Staaten

### Samʼal (Ya’udi)
| Sam’al       | Sam’al                      | Sam’al                              | Sam’al                |
| Name         | Regierungszeit              | Anmerkungen                         | Quellen               |
| ------------ | --------------------------- | ----------------------------------- | --------------------- |
| Gabbar       | ca. 920/ca. 900 bis 880     |                                     | phönizisch            |
| Banihu       | ca. 880 bis 870             | Sohn von Gabbar                     | phönizisch            |
| Ḫajjanu      | ca. 870 bis 850/858 bis 853 | auch Hajja, Sohn von Banihu         | phönizisch, assyrisch |
| Ša-Il        | ca. 850 bis 840             | Sohn von Hajjanu                    | phönizisch            |
| Kulamuwa     | ca. 840 bis 830/810         | Bruder von Ša-Il                    | phönizisch            |
| Qarli/Qurila | ca. 810 bis 790             | Sohn von Kilamuwa?                  | aramäisch             |
| Panamuwa I.  | ca. 790 bis 750             | Sohn von Qarli                      | aramäisch             |
| Bar-Ṣur      | ca. 750 bis 745             | Sohn von Panamuwa I.                | aramäisch             |
| Usurpator    | ca. 745 bis 740             |                                     | aramäisch             |
| Panamuwa II. | ca. 743/740 bis 733/32      | Sohn von Bar-Sur, assyrisch Panammu | aramäisch, assyrisch  |
| Bar-Rakib    | ca. 733/32 bis 732/713/711  | Sohn von Panamuwa II.               | aramäisch, luwisch    |

### Bit-Agusi (Arpad)
| Bit-Agusi       | Bit-Agusi                | Bit-Agusi                                  | Bit-Agusi |
| Name            | Regierungszeit           | Anmerkungen                                | Quellen   |
| --------------- | ------------------------ | ------------------------------------------ | --------- |
| Gusi            | ca. 870                  |                                            | assyrisch |
| Hadram          | ca. 860 bis 830          | Sohn von Gusi, assyrisch Adramu oder Arame | assyrisch |
| Attar-šumki I.  | ca. 830 bis 800          | assyrisch, aramäisch                       |           |
| Bar-Hadad       | ca. 800                  | Sohn von Attar-šumki I., Regierung unklar  | aramäisch |
| Attar-šumki II. | 1. Hälfte 8. Jahrhundert | Sohn von Bar-Hadad                         | aramäisch |
| Mati-Ilu        | Mitte 8. Jahrhundert     | Sohn von Attar-šumki II.                   | aramäisch |

### Kasku (Kaska; Ktk)
| Kasku     | Kasku                | Kasku       | Kasku   |
| Name      | Regierungszeit       | Anmerkungen | Quellen |
| --------- | -------------------- | ----------- | ------- |
| Bar-Ga’ja | Mitte 8. Jahrhundert |             |         |

### Soba (Zobah)
| Soba       | Soba                        | Soba        | Soba                                              |
| Name       | Regierungszeit              | Anmerkungen | Quellen                                           |
| ---------- | --------------------------- | ----------- | ------------------------------------------------- |
| Hadad-ezer | zur Zeit von Saul und David |             | Altes Testament (1 Samuel 14:47, 2 Samuel 8:3-12) |

### Aram-Damaskus
| Damaskus      | Damaskus                                      | Damaskus                                                            | Damaskus                                                |
| Name          | Regierungszeit                                | Anmerkungen                                                         | Quellen                                                 |
| ------------- | --------------------------------------------- | ------------------------------------------------------------------- | ------------------------------------------------------- |
| Bar-Hadad I.  | ca. 900                                       | hebräisch Ben-Hadad                                                 | Altes Testament (1 Könige 15:16-22)                     |
| Hadad-ezer    | Mitte 9. Jahrhundert                          | assyrisch Adad-idri                                                 | assyrisch                                               |
| Haza-El       | Mitte 9. Jahrhundert bis 803?/ 844/42 bis 800 |                                                                     | aramäisch, Altes Testament (2 Könige 8:7-15), assyrisch |
| Bar-Hadad II. | 803? bis 775?                                 | Sohn von Haza-El, hebräisch Ben-Hadad, assyrisch betitelt als Mari’ | Altes Testament (1 Könige 20), assyrisch                |
| Hadjan II.    | ca. 775? bis Mitte 8. Jahrhundert             | hebräisch Hezjon, assyrisch Hadiiani                                | assyrisch                                               |
| Rasjan        | Mitte 8. Jahrhundert bis 732                  | hebräisch Rezin, assyrisch Rahianu                                  | Altes Testament (2 Könige 16:5-9), assyrisch            |